# GLUT4
GLUT4 (acrónimo (en inglés) glucose transporter type 4) es una proteína transportadora de glucosa regulada por la insulina, que se localiza en los adipocitos, el músculo esquelético y el miocardio.
En situaciones basales, el 90-95% de GLUT4 se encuentra en el citoplasma, compactado en pequeñas vesículas. Tras el estímulo con insulina, GLUT4 se transloca a la membrana plasmática favoreciendo el movimiento de glucosa desde la sangre al interior de los tejidos.
Los niveles de GLUT4 están ligados con la capacidad oxidativa y aumenta con el entrenamiento de resistencia. Por tanto, los corredores de resistencia consiguen un VO2máx mayor gracias a ésta transportadora, así transportando una mayor cantidad de glucosa a la célula muscular.